# بلغار چای

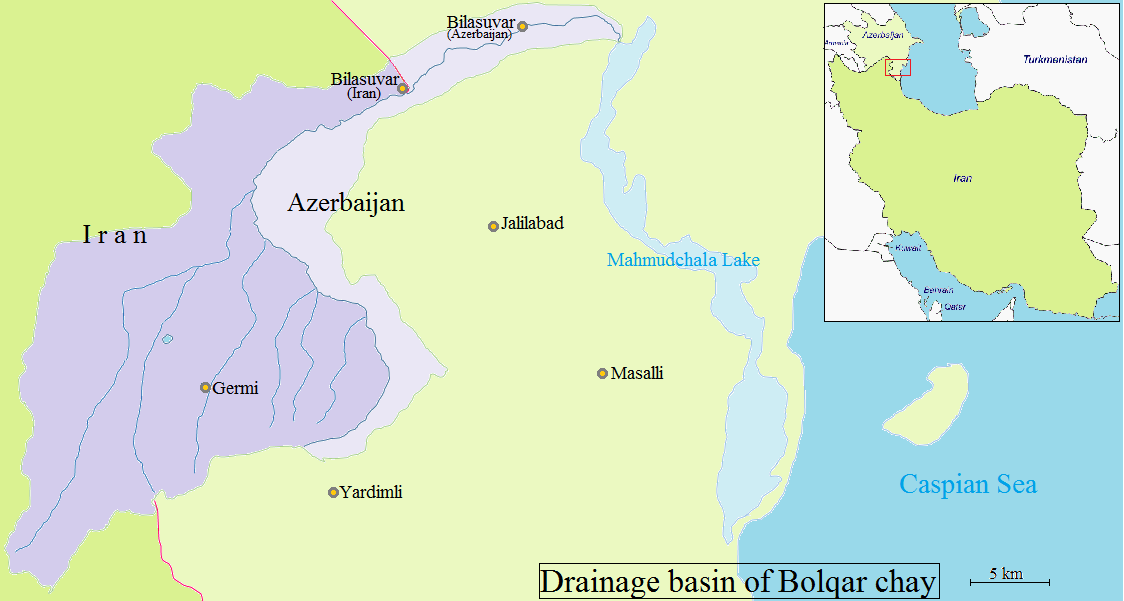
حوضه آبریز بلغارچای

بالهارود یا بلغارچای، رودی مرزی بین ایران و جمهوری آذربایجان است. این رود با نام‌های آدینه بازارچای، شیرین سو، شنبه چای و بیلرچای نیز نامیده شده‌است اما در عهدنامهٔ ترکمنچای با همان نام رسمی بالهارود بعنوان رود مرزی ذکر شده است.
این رودخانه که طول آن ۱۶۳ کیلومتر است، از کوه‌های گرمی‌چای سرچشمه می گیرد و وارد دریاچه محمودچالا می شود.
بالهارود در شرق شهرستان گرمی جاری است و این شهرستان را از شهرستان یاردیملی و جلیل‌آباد جمهوری آذربایجان جدا می‌کند. سر چشمه این رود چشمه‌های جنگلی جمهوری آذربایجان و روستاهای سیا(چشمه های خل خانا، داش نو بولاغ، بوز بولاغ و سویوغ بولاغ)، بورک آباد، افسوران، پلمه‌یئر و جنگان بوده و از پیوند چندین رود از جمله مهره چایی، گرمی چای و شوون چایی بوجود می آید. کناره‌های مرزی این رودخانه تفرجگاه مردم منطقه گرمی است. این رودخانه پس از اتصال تمام شاخه‌هایی که از کوه‌های شهرستان سرچشمه می‌گیرند پس از گذر از روستایی به نام هادی بیگلو وارد محدوده شهرستان بیله‌سوار شده و مرز این شهرستان را با جمهوری آذربایجان تعیین می‌کند و پس از گذر از این شهرستان وارد خاک جمهوری آذربایجان می‌شود و بر خلاف تصور ریزش‌گاه آن دریای خزر نیست و به دریاچه محمودچاله می‌ریزد. در میان مردم منطقه به بلغار چایی معروف است. بر روی این رودخانه در داخل خاک جمهوری آذربایجان در زمان اتحاد جماهیر شوروی سدی به نام سد بلغارچای احداث شده که نقش حیاتی در آبیاری دشت مغان آن سوی مرز دارد.
استان اردبیل در حدود ۳۸۲ کیلومتر با کشور جمهوری آذربایجان مرز مشترک دارد که در ۱۵۹ کیلومتر آن رودهای ارس و بلغارچای جریان دارند.